# Primeira-dama de Portugal
Primeira-Dama é o título atribuído à esposa do Presidente da República Portuguesa, ou a quem com ele viva em união de facto.
A Constituição da República Portuguesa não prevê a existência da figura da «primeira-dama», embora a esposa do Presidente da República receba essa deferência com frequência até pelas altas individualidades. A Lei das Precedências do Protocolo do Estado Português atribui aos cônjuges das altas entidades públicas (nas quais se inclui o Presidente da República), ou a quem com elas viva em união de facto, precedência protocolar equiparada quando estejam a acompanhá-las.
Teoricamente, o seu papel é desempenhar aquilo que o seu marido, o Presidente, não consegue por falta de tempo, liderando, por exemplo, campanhas de caridade e de voluntariado ou participando nelas, a fim de ajudar os menos favorecidos. Primeira-dama não é um cargo eletivo; não exerce funções oficiais e não recebe salário. No entanto, ela participa em muitas cerimónias oficiais e funções do Estado quer juntamente com o presidente, quer sozinha nas atividades próprias de primeira-dama.
A esposa do presidente tem ao seu dispor o Gabinete do Cônjuge da Casa Civil da Presidência da República, que presta apoio à primeira-dama.

## História

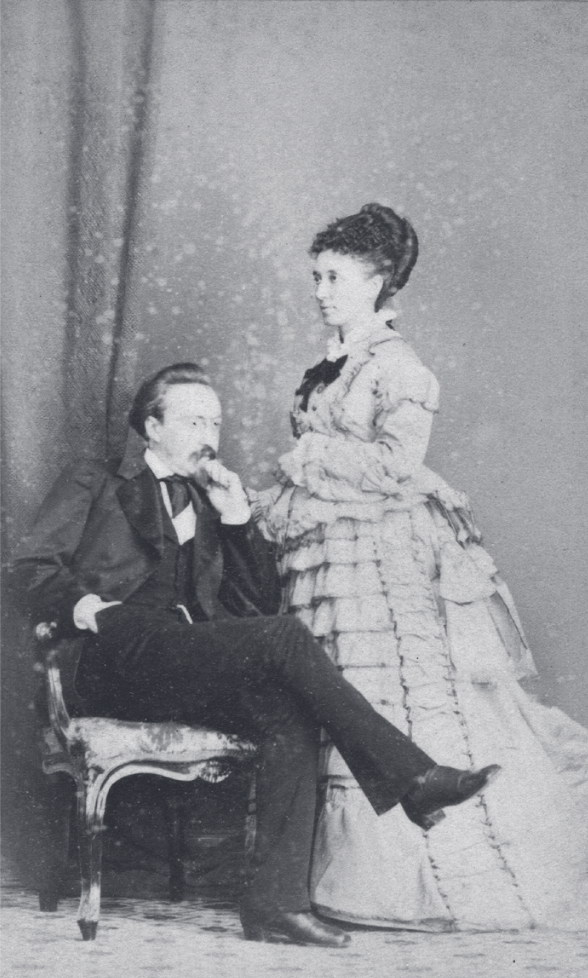
Lucrécia de Arriaga, a primeira primeira-dama de Portugal, com o marido Manuel de Arriaga.

Durante a Primeira República, e inerente a um pensamento ainda conservador em relação ao papel da mulher como sendo "dedicada ao lar", as primeiras-damas deste período tiveram um papel bastante reservado da vida pública nacional. No entanto, as exceções foram Elzira Dantas Machado, esposa de Bernardino Machado, que se dedicou ao ativismo republicano e feminismo, tendo, também, desempenhado um papel fundador na Cruzada das Mulheres Portuguesas, fundado em 1916, com o intuito de não só auxiliar as famílias e os soldados mobilizados para integrar o Corpo Expedicionário Português, como também de formar enfermeiras, que pretendessem ir para a frente de combate, auxiliando os feridos em hospitais militares portugueses e de campanha na frente europeia e africana, numa prova de verdadeiro esforço de guerra, entre tantas outras iniciativas; e Maria Joana Queiroga de Almeida, que teve uma enorme visibilidade aquando da visita do príncipe herdeiro Leopoldo da Bélgica, em novembro de 1920.

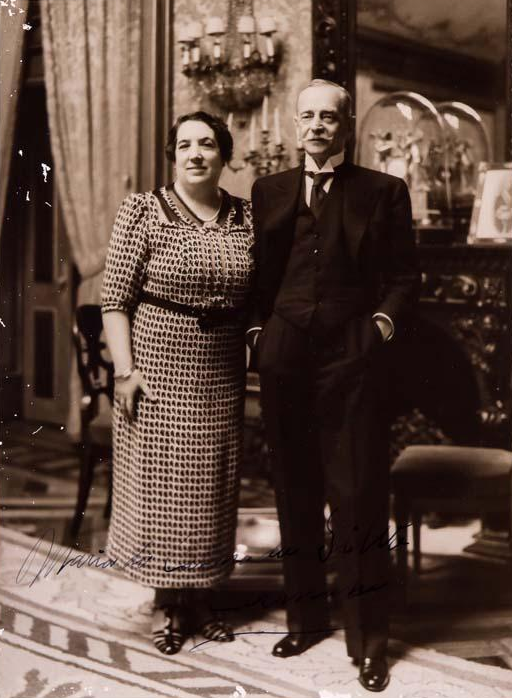
Maria do Carmo Carmona com o marido, Óscar Carmona; foi com ela que, por meio dos seus projetos beneméritos, passou a ser mais visível a figura da primeira-dama

Ao longo da Segunda República, o papel de primeira-dama começou a ter uma maior visibilidade, com Maria do Carmo Carmona a lançar várias iniciativas, entre 1926 e 1951, de caridade e humanidade que a tornaram visível. Destaca-se, em 1928, a iniciativa "Festa da Violeta" destinada a recolher fundos para patrocinar a rede de orfanatos. Apadrinhou ainda orfanatos, fundou casas de acolhimento e apoiou colónias de férias. Berta Craveiro Lopes e Gertrudes Thomaz também viriam a cumpir essas funções de primeira-dama, para além de acompanharem sempre os seus maridos em visitas oficiais.
Mas viria a ser a partir de 1976, com Manuela Eanes, que o papel de primeira-dama ganhou a visibilidade que se requer, com Eanes a deslocar-se, com o marido, a vários países (por exemplo aos Estados Unidos da América e Bélgica) para discutir vários assuntos importantes da atualidade (drogas, abusos sexuais, entre outros). Manuela Eanes inaugurou, assim, uma nova forma de estar das Primeiras-Damas, que até então tinham tido um papel apagado, virtualmente apagadas da vida pública e participação social efectiva. Essas funções viriam a ser desempenhadas pelas suas sucessoras Maria Barroso, Maria José Ritta e Maria Cavaco Silva. O aumento da importância do título fez com que fosse criado, em 1996, o Gabinete do Cônjuge da Casa Civil, "constituído por dois adjuntos e um secretário", conforme disposto no Decreto Lei 28-A/96, de 4 de abril.
Marcelo Rebelo de Sousa, que ocupa o cargo de Presidente da República desde 2016, cumpriu todo o seu mandato no estado civil de divorciado. Foi casado com Ana Cristina Caeiro da Motta Veiga; o casamento teve início em 1972 e acabou ao fim de cerca de oito anos, quando Cristina da Motta Veiga saiu de casa e desenvolveu uma nova relação amorosa. A separação judicial de pessoas e bens foi declarada em 1980 e, no prazo legal de três anos, a separação é consumada juridicamente em divórcio, embora Marcelo Rebelo de Sousa nunca tenha aceitado o divórcio devido às suas convicções católicas. Por sua vez, Marcelo Rebelo de Sousa mantém uma relação, desde 1981, com Rita Maria Lagos do Amaral Cabral, embora não coabitem. Durante o seu mandato, Rita Amaral Cabral nunca participou em atos oficiais ou desempenhou o papel de primeira-dama. Dadas estas circunstâncias, o título de primeira-dama foi por esta altura por vezes dado informalmente à cônjuge do Primeiro-Ministro: Fernanda Tadeu (mulher de António Costa) e Carla Montenegro (mulher de Luís Montenegro).

## Gabinete do Cônjuge
O Gabinete do Cônjuge é responsável perante a primeira-dama por todos os eventos sociais e cerimoniais do Palácio de Belém. A primeira-dama dispõe de dois adjuntos e um secretário, nomeados de entre o pessoal da Casa Civil.
Apesar das responsabilidades significativas geralmente assumidas pela primeira-dama, ela não recebe salário.

## Exposições e iniciativas
Em 2005, teve lugar no Palácio Pombal uma iniciativa do Museu da Presidência da República intitulada "As Primeiras-damas da República Portuguesa (1910-2005)", com o objetivo de dar melhor a conhecer a vida e o papel das primeiras-damas portuguesas desde 1910, com vários itens.. Os itens em exibição incluíam o vestido de noite preto da ex-primeira-dama Maria Helena Spínola e roupas da década de 1920, ventiladores e peles usados por Maria das Dores Cabeçadas. Peças de Maria José Ritta, a primeira-dama à época, incluiam o traje amarelo limão estilo Dior usado durante o seu emprego na TAP Portugal na década de 1970, além de roupas e vestidos usados em visitas de Estado ao Brasil e a outras nações.
Já em 2011, a jornalista Alberta Marques Fernandes foi a autora de um livro intitulado "As Primeiras-damas - As Mulheres dos Presidentes da República em Democracia", cuja apresentação teve lugar no Jardim da Cascata no Palácio de Belém, tendo estado presentes as ex-primeiras-damas Manuela Eanes, Maria Barroso e a Maria José Ritta..

## Primeiras-damas e as suas causas
| Primeira-dama      | Período em funções                     | Causa(s) |
| ------------------ | -------------------------------------- | --- |
| Manuela Eanes      | 14 de julho de 1976–9 de março de 1986 | Luta contra a toxicodependência e abusos sexuais Fundação do Instituto de Apoio à Criança |
| Maria Barroso      | 9 de março de 1986–9 de março de 1996  | Família, combate à exclusão social e a todas as formas de violência Direção do Colégio Moderno Emergência Moçambique Associação para o Estudo e Prevenção da Violência Fundação Pro Dignitate |
| Maria José Ritta   | 9 de março de 1996–9 de março de 2006  | Direitos da criança, terceira idade, pobreza, pessoas com deficiência, integração social, voluntariado                                                                                        |
| Maria Cavaco Silva | 9 de março de 2006–9 de março de 2016  | Assistência social |

## Galeria de primeiras-damas

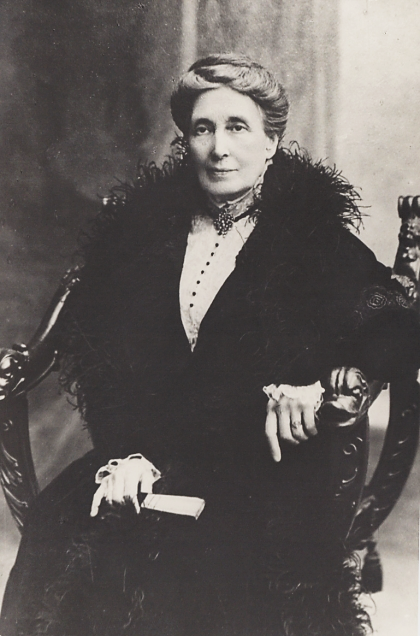
1.ºLucrécia de Arriaga1911–1915
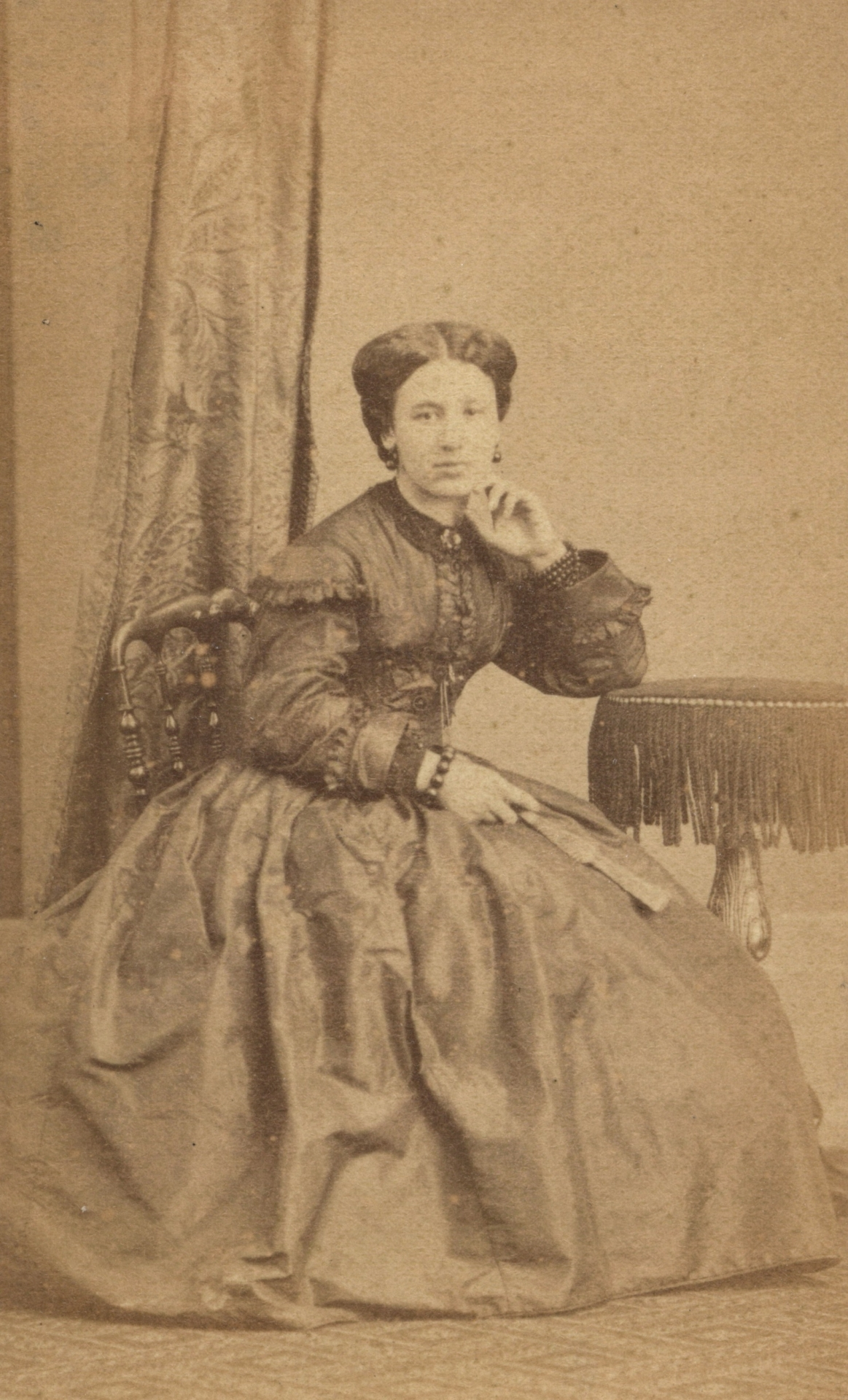
2.ºMaria do Carmo Xavier Braga(póstumo)
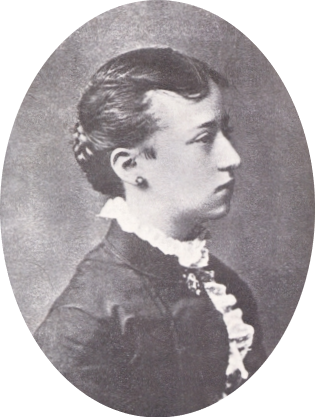
3.ºElzira Dantas Machado1915–1917
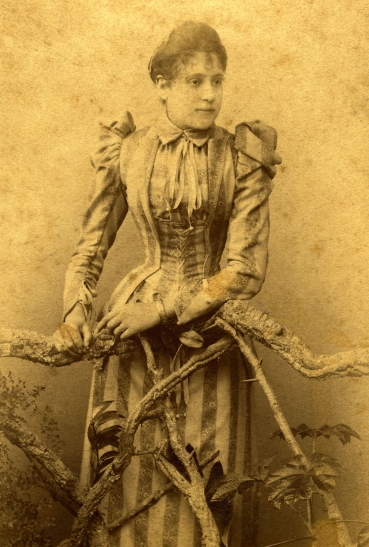
4.ºMaria dos Prazeres Bessa Pais1917–1918
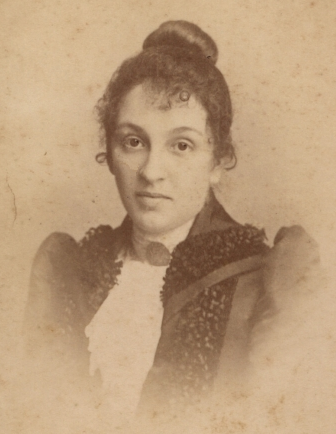
5.ºMariana do Canto e Castro1918–1919
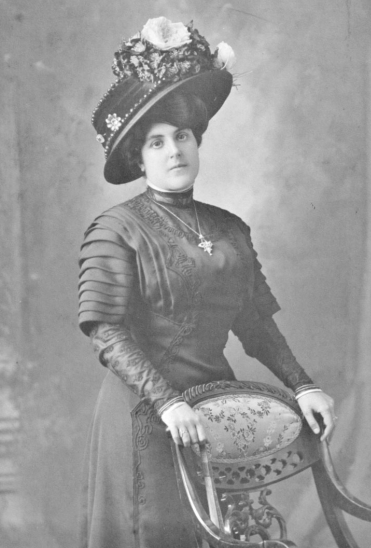
6.ºMaria Joana Queiroga de Almeida1919–1923
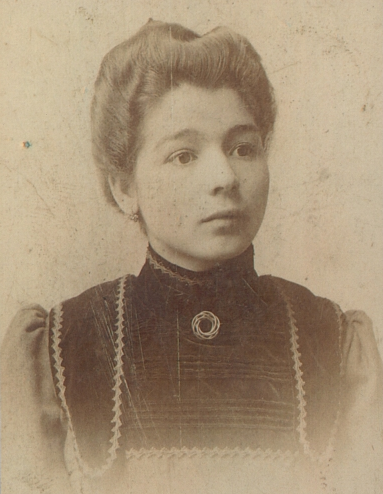
7.ºBelmira das Neves1923–1925
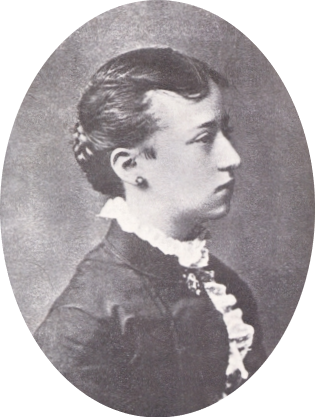
8.ºElzira Dantas Machado1925–1926
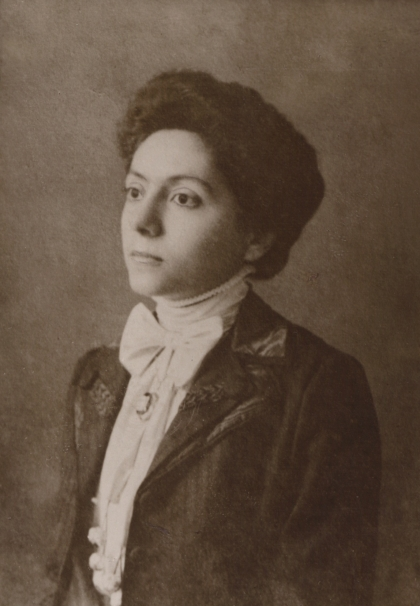
9.ºMaria das Dores Cabeçadas1926
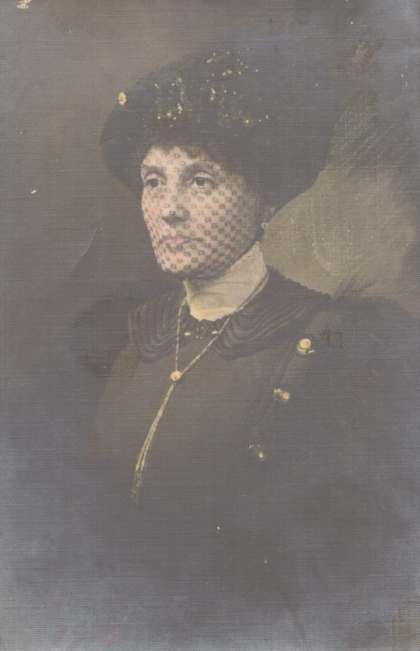
10.ºHenriqueta Júlia de Mira Godinho1926
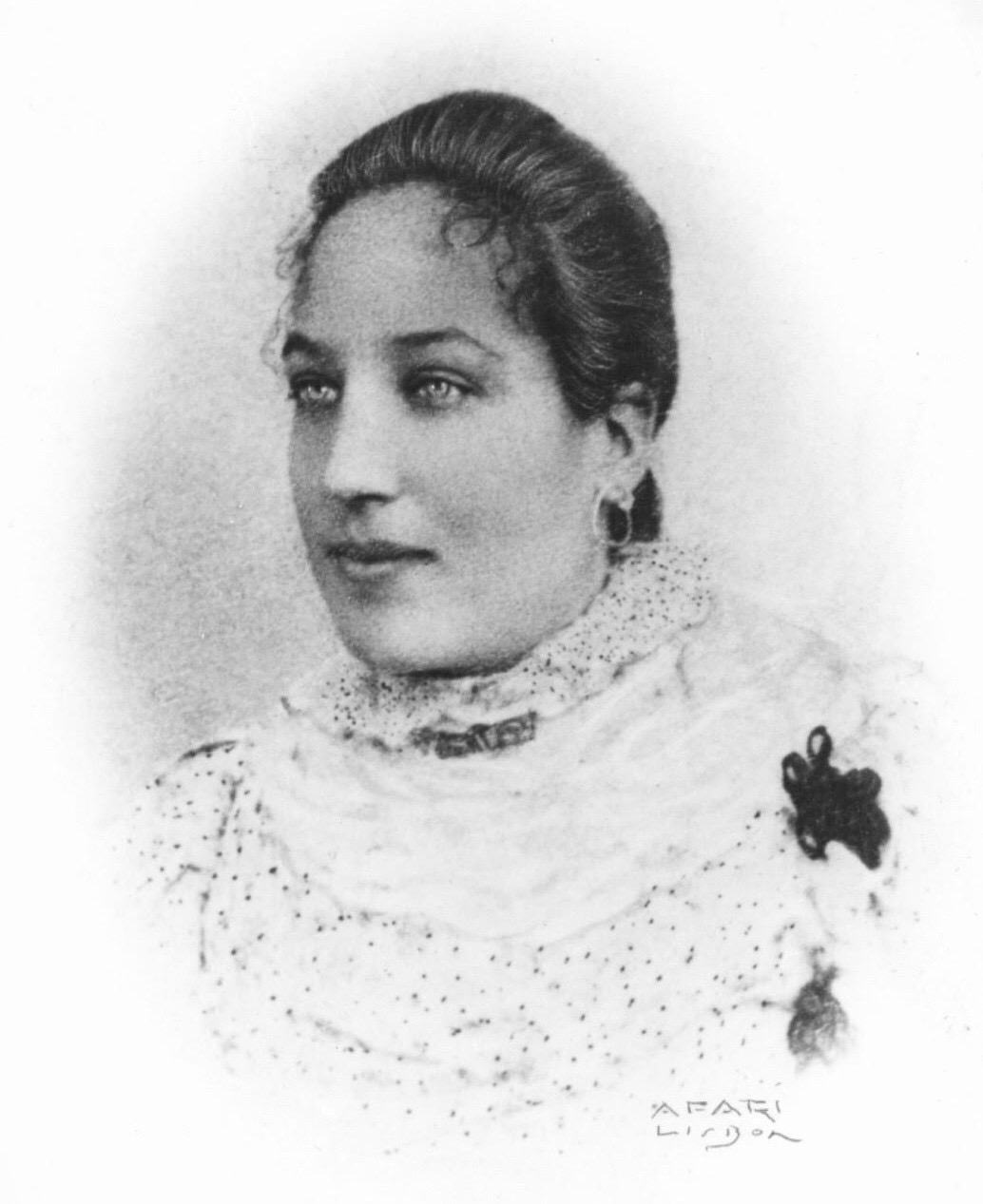
11.ºMaria do Carmo Ferreira da Silva Carmona1926–1951
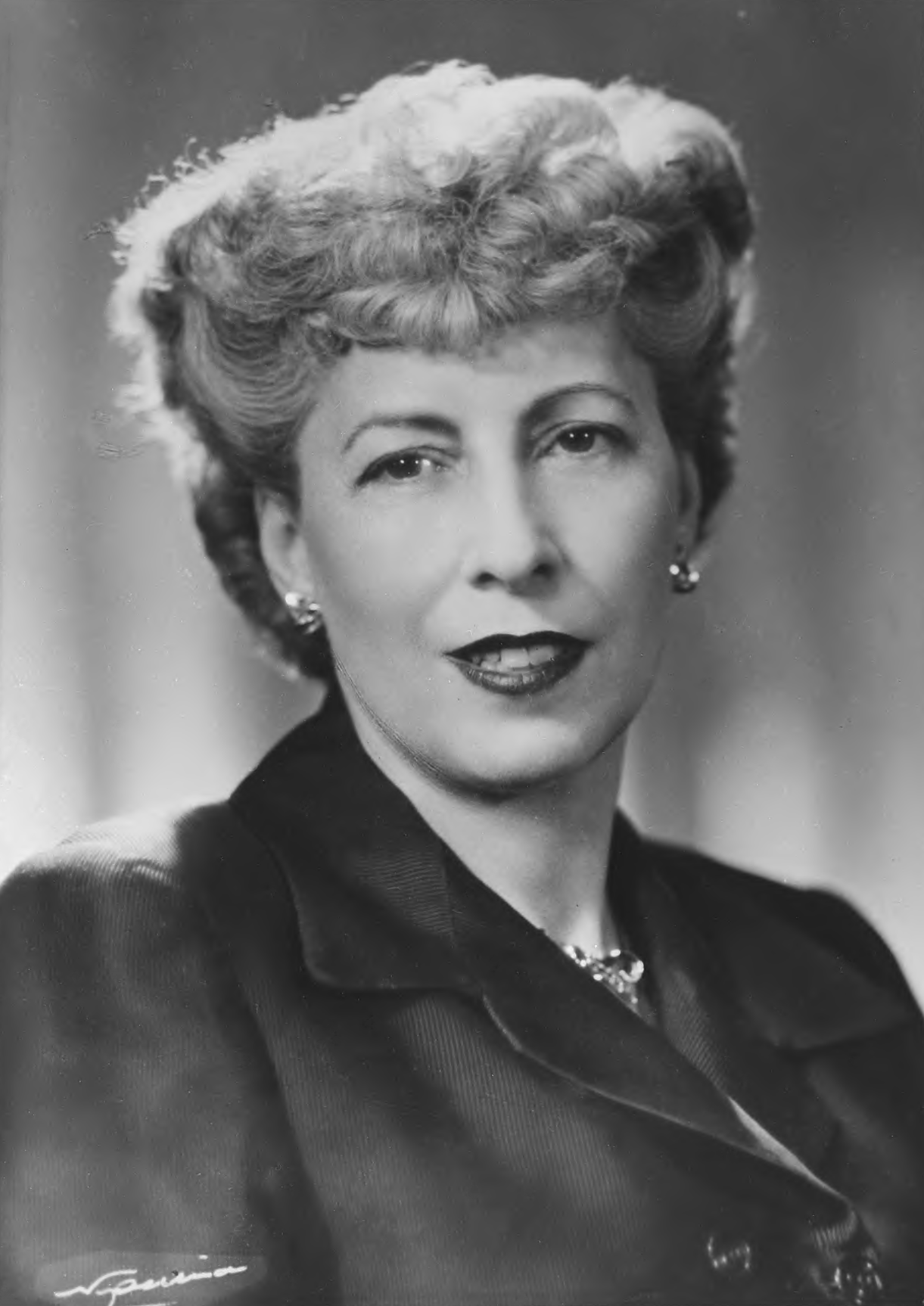
12.ºBerta da Costa Ribeiro Arthur1951–1958
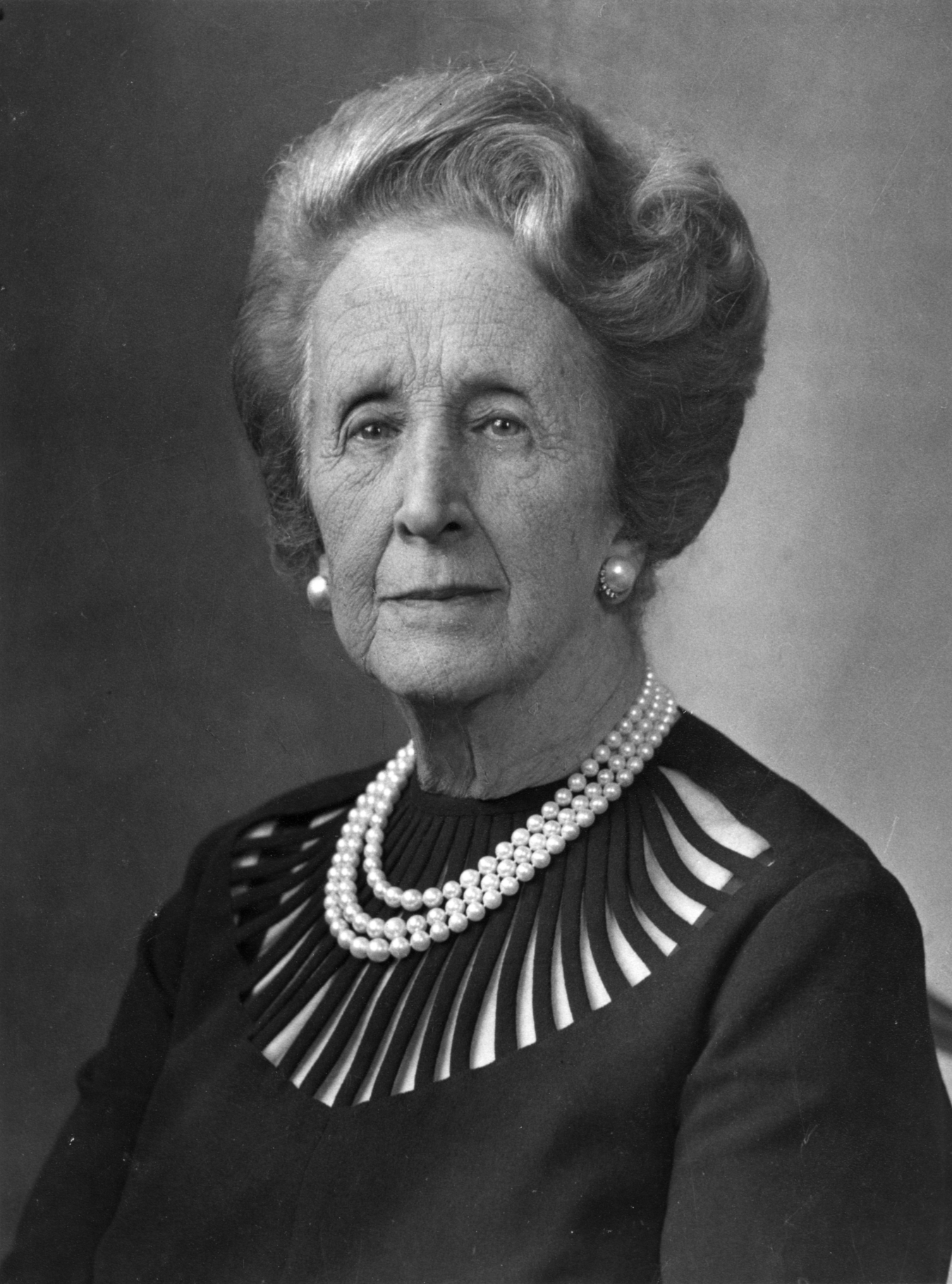
13.ºGertrudes Thomaz1958–1974
14.ºMaria Helena Spínola1974
15.ºEstela Costa Gomes1974–1976
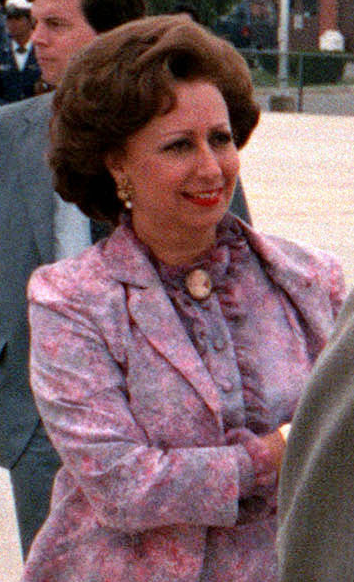
16.ºManuela Eanes1976–1986
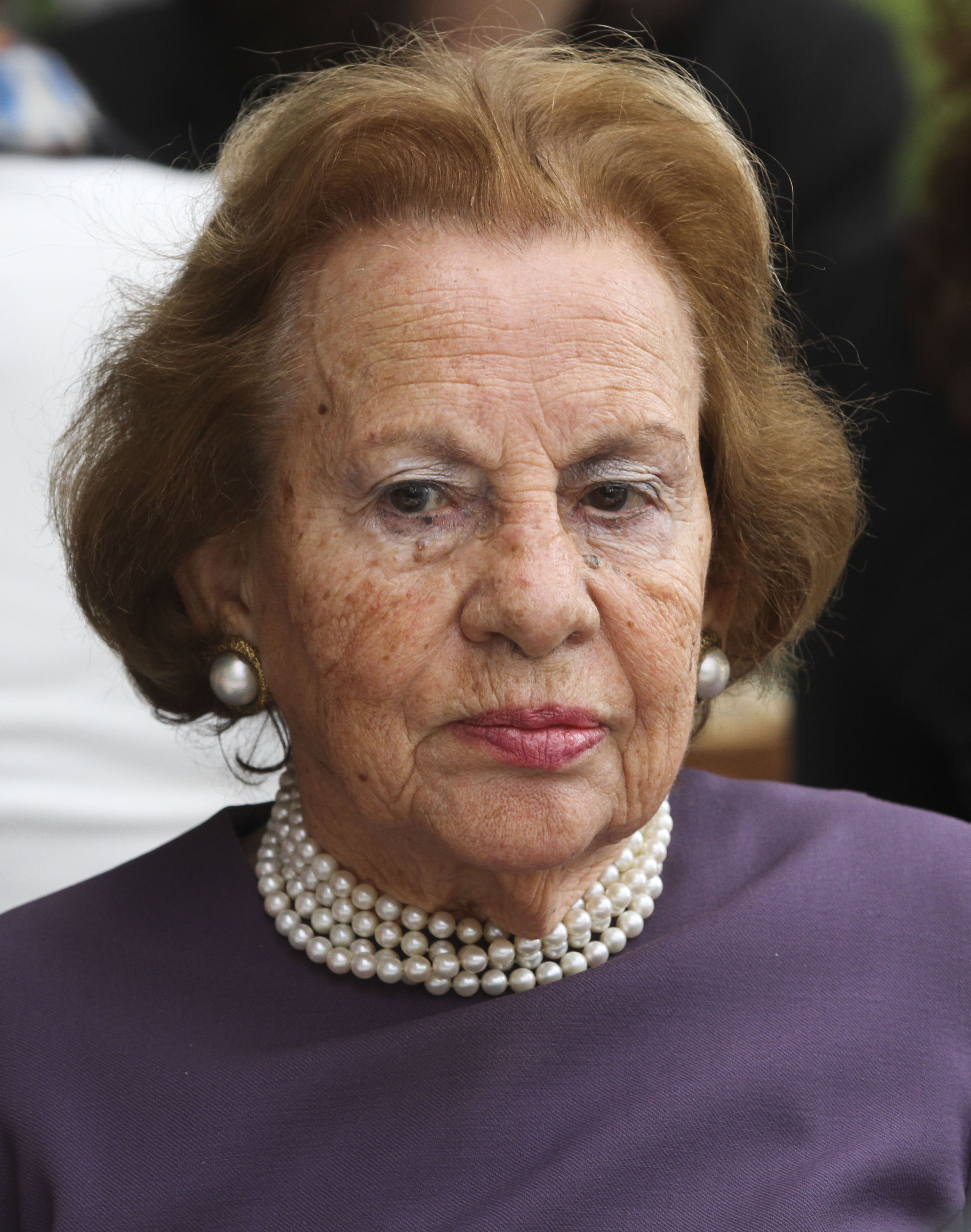
17.ºMaria Barroso1986–1996
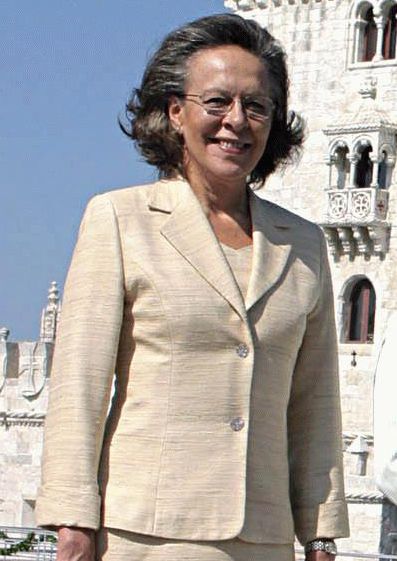
18.ºMaria José Ritta1996–2006
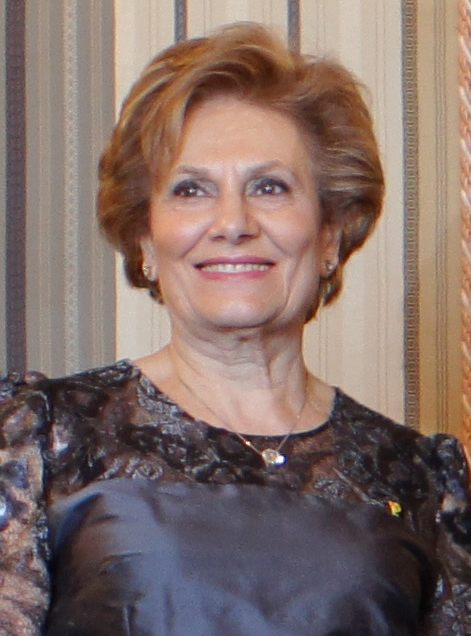
19.ºMaria Cavaco Silva2006–2016

### Antigas primeiras-damas vivas

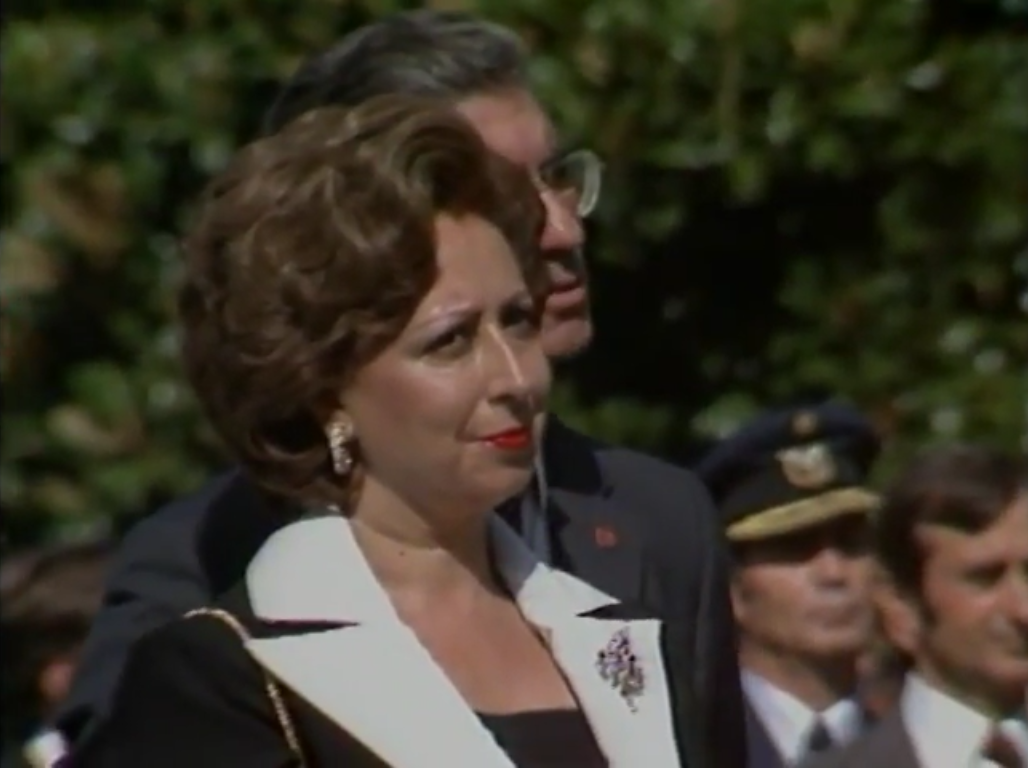
Manuela Eanes GCIH (1976–1986) 29 de dezembro de 1938 (86 anos)
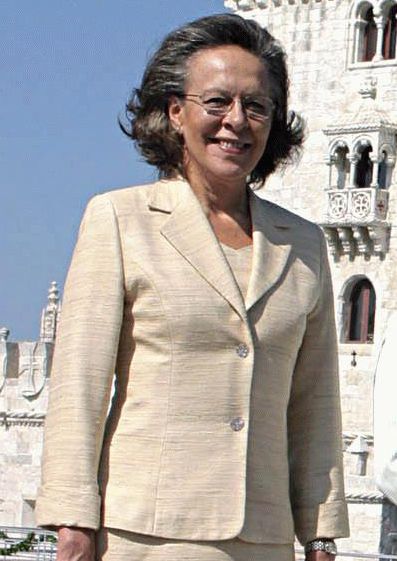
Maria José Ritta GCIH (1996–2006) 19 de dezembro de 1941 (83 anos)
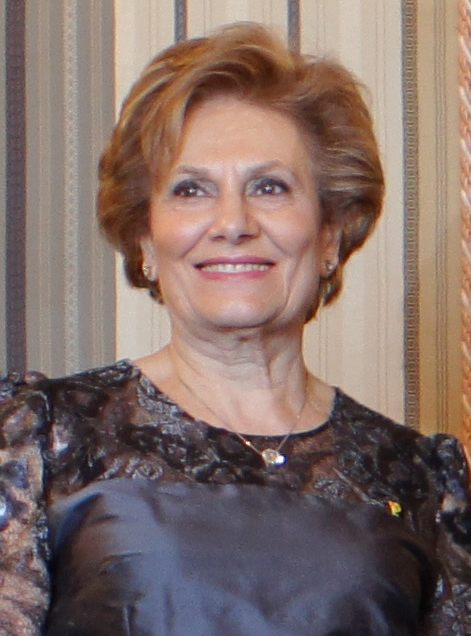
Maria Cavaco Silva GCIH (2006–2016) 19 de março de 1938 (87 anos)